# ESA Centre for Earth Observation
L' Institut de Recerca Espacial Europea o en anglès European Space Research Institute (ESRIN) és un dels cinc centres de l'agència Espacial Europea. ESRIN es troba a Frascati, a uns 20 km al sud de Roma a Itàlia.
Entre les responsabilitats d'ESRIN dins de l'agència espacial europea inclouen:
- La recollida, l'emmagatzematge i la distribució de les dades recollides pels satèl·lits de l'ESA. El control de les activitats d'observació de la Terra són la responsabilitat del centre.
- Sistema d'informació de gestió de l'agència espacial i la del seu portal d'internet
- Un espai de les tecnologies de comunicació de laboratori
- Administrar el projecte de llançament Vega.[2]

El centre va ser fundat el 1966 i processa les dades de satèl·lits des de 1970.